# Hyacinthe de Boisboissel
Pour les articles homonymes, voir Boisboissel.
Hyacinthe de Boisboissel est un homme politique français né le 26 juillet 1819 à Albi (Tarn) et décédé le 17 août 1881 à Isambart (Loiret).

## Biographie
Conseiller général et juge d'instruction, il est élu représentant des Côtes-du-Nord en 1871, et siège à droite comme monarchiste légitimiste. Il est inscrit à la réunion des réservoirs. Il vote le 16   mai 1874 pour le renversement du ministre de Broglie, et en 1875 contre l'amendement Wallon et les lois constitutionnelles. Il fut délégué par le Congrès de Guingamp en 1875 pour assister à Saint Malo à l'inauguration de la statue de Chateaubriant. Il ne se représente pas en 1876. Il est le père de Charles-Edmond de Boisboissel, député des Côtes-du-Nord.
Il décida de la construction des Tourelles à Saint Nicolas du Pélem, pour honorer le comte de Chambord, prétendant au trône de France en l'invitant lorsqu'il serait sacré roi de France. Les Tourelles, visibles actuellement du village, étaient destinées à être les fondations et la structure de base sur lesquelles reposerait un château 19e ayant tout le confort nécessaire pour l'accueil d'un roi de France.

## Sources
- « Hyacinthe de Boisboissel », dans Adolphe Robert et Gaston Cougny, Dictionnaire des parlementaires français, Edgar Bourloton, 1889-1891 [détail de l’édition]